# Гриффины (10-й сезон)
Десятый сезон американского анимационного телесериала «Гриффины» впервые транслировался в США на телеканале Fox с 25 сентября 2011 года по 20 мая 2012 года.
Эпизод на тему урагана «Seahorse Seashell Party», который должен был выйти в эфир 1 мая 2011 года в рамках девятого сезона, в итоге вышел в эфир 2 октября 2011 года как второй эпизод десятого сезона. Он был отложен из-за вспышки торнадо в апреле 2011 года, в результате которой погибло около 346 человек.

## Сюжет
В этом сезоне Питер подружился с Райаном Рейнольдсом, Гриффины выигрывают в лотерею, Мег влюбляется в мальчика-амиша, Стьюи садится за руль машины Брайана и случайно разбивает её, Мег встречается с Куагмаером в день своего 18-летия, Крис встречается с девушкой, похожей на Лоис, Куагмаер просит Питера и Джо помочь ему убить жестокого парня его сестры, Питер дружит с дельфином, Кевин Свонсон неожиданно возвращается в Куахог на День благодарения, Лоис похищает больного друга Стьюи, у Брайана появляется слепая подруга, которая ненавидит собак, Джеймс Вудс шокирует своим возвращением после того, как был убит в прошлом сезоне, Питер становится агентом Тома Такера, Мег говорит всей семье всё, что о них думает, Питер снова вступает в схватку со своим заклятым врагом, а Брайан и Стьюи совершают путешествие во времени в 1999 год.

## Эпизоды
| № общий | № в сезоне | Название                                                                                 | Режиссёр        | Автор сценария                   | Дата премьеры    | Произв. код | Зрители США (млн) |
| --- | ---------- | ---------------------------------------------------------------------------------------- | --------------- | -------------------------------- | ---------------- | ----------- | ----------------- |
| 166 | 1          | «Lottery Fever» «Лотерейная лихорадка»                                                   | Грег Колтон     | Эндрю Голдберг                   | 25 сентября 2011 | 9ACX01      | 7.69              |
| Семья Гриффинов становится невероятно богатой, но это заставляет их отдалиться от близких для них людей. |            |                                                                                          |                 |                                  |                  |             |                   |
| 167 | 2          | «Seahorse Seashell Party» «Вечеринка с морскими коньками и ракушками»                    | Брайан Айлс     | Уэлсли Уайлд                     | 2 октября 2011   | 8ACX20      | 6.99              |
| Во время урагана в Куахоге, Брайан съедает припрятанные им галлюциногенные грибы, Стьюи пытается помочь Брайану преодолеть галлюцинации. Тем временем Мег говорит всей семье всё, что о них думает, доводя до слёз своих близких. |            |                                                                                          |                 |                                  |                  |             |                   |
| 168 | 3          | «Screams of Silence: The Story of Brenda Q» «Крики тишины: История Бренды К»             | Доминик Бьянки  | Алек Салкин                      | 30 октября 2011  | 8ACX21      | 5.96              |
| Куагмаер впадает в кому после очередного удушения себя. Навестить его приезжает сестра Бренда со своим бойфрендом Джефом, неуправляемым психопатом, который намерен убить Куагмаера и его друзей. |            |                                                                                          |                 |                                  |                  |             |                   |
| 169 | 4          | «Stewie Goes for a Drive» «Стьюи катается»                                               | Джулиус Ву      | Гэри Джанетти                    | 6 ноября 2011    | 9ACX02      | 5.82              |
| Стьюи впервые садится за руль автомобиля Брайана, разбивая его вдребезги. Тем временем у Питера возникают тёплые отношения с Райаном Рейнольдсом. |            |                                                                                          |                 |                                  |                  |             |                   |
| 170 | 5          | «Back to the Pilot» «Назад в пилотную серию»                                             | Доминик Бьянки  | Марк Хентеманн                   | 13 ноября 2011   | 9ACX08      | 6.01              |
| Брайан и Стьюи отправляются в путешествие во времени: назад в 1999 год, в пилотную серию «Гриффинов». |            |                                                                                          |                 |                                  |                  |             |                   |
| 171 | 6          | «Thanksgiving» «День благодарения»                                                       | Джерри Лэнгфорд | Патрик Мейган                    | 20 ноября 2011   | 9ACX04      | 6.02              |
| Родственники и друзья Гриффинов собираются у них дома, чтобы отметить День благодарения. Для семьи Свонсонов этот праздник опечален тем, что именно в этот день несколько лет назад в Ираке погиб их старший сын, Кевин. Посреди обеда дверь открывается и в дом заходит Кевин Свонсон, которого все считали погибшим. Он рассказывает, что всё это время был в коме из-за взрыва бомбы, но всё оказывается не так просто… |            |                                                                                          |                 |                                  |                  |             |                   |
| 172 | 7          | «Amish Guy» «Амишский парень»                                                            | Джон Холмквист  | Марк Хентеманн                   | 27 ноября 2011   | 8ACX22      | 5.50              |
| Гриффины застревают посреди дороги и вынуждены провести неделю в деревне секты амишей, где Мег встречает свою любовь. |            |                                                                                          |                 |                                  |                  |             |                   |
| 173 | 8          | «Cool Hand Peter» «Хладнокровный Питер»                                                  | Брайан Айлс     | Арти Йоханн и Шон Райс           | 4 декабря 2011   | 9ACX05      | 7.14              |
| Питер с парнями отправляются на юг США, чтобы отдохнуть от домашних дел и жён. |            |                                                                                          |                 |                                  |                  |             |                   |
| 174 | 9          | «Grumpy Old Man» «Старый ворчун»                                                         | Джон Холмквист  | Дэйв Ихленфельд и Дэвид Райт     | 11 декабря 2011  | 9ACX07      | 6.10              |
| Семья отправляется в зимнюю поездку, после чего оказывается, что отец Лоис заснул за рулём и чуть не угробил Стьюи. Картера решено отправить на пенсию. |            |                                                                                          |                 |                                  |                  |             |                   |
| 175 | 10         | «Quagmire and Meg» «Куагмаер и Мег»                                                      | Джозеф Ли       | Том Девани                       | 8 января 2012    | 9ACX03      | 6.23              |
| Мег исполняется 18 лет. Родителям не очень удаётся устроить дочери хороший праздник, ведь единственный, кто посетил вечеринку — Глен Куагмаер. Тот внезапно ощутил неподдельный интерес к повзрослевшей Мег. |            |                                                                                          |                 |                                  |                  |             |                   |
| 176 | 11         | «The Blind Side» «Невидимая сторона»                                                     | Боб Боуэн       | Черри Чеваправатдумронг          | 15 января 2012   | 9ACX06      | 8.31              |
| Брайан начинает встречаться со слепой девушкой, но всё осложняется, когда выясняется, что она ненавидит собак. Тем временем после того, как Стьюи поймал занозу от старой лестницы, Гриффины решают установить в доме новую, с которой Питер начинает постоянно падать. |            |                                                                                          |                 |                                  |                  |             |                   |
| 177 | 12         | «Livin’ on a Prayer» «Живём молитвами»                                                   | Пит Михелс      | Дэнни Смит                       | 29 января 2012   | 9ACX09      | 5.92              |
| Когда новый лучший друг Стьюи заболел, Лоис отвозит его в больницу, где узнаёт, что у мальчика критическая, но поддающейся лечению болезнь. Тем не менее, родители мальчика отказываются от лечения в связи с их религиозными убеждениями, не оставив Лоис иного выбора, кроме как принять решительные меры, по обращению за медицинской помощью для мальчика.                                                             |            |                                                                                          |                 |                                  |                  |             |                   |
| 178 | 13         | «Tom Tucker: The Man and His Dream» «Том Такер: Человек и его мечта»                     | Грег Колтон     | Алекс Картер                     | 12 февраля 2012  | 9ACX10      | 5.03              |
| Когда Питер решает стать известным, он делает первый шаг на пути к славе и становится агентом Тома Такера. Однако всё портит воскресший Джеймс Вудс. Тем временем Крис встречается с девочкой, которая волнующе похожа на его мать. |            |                                                                                          |                 |                                  |                  |             |                   |
| 179 | 14         | «Be Careful What You Fish For» «Будь осторожен с рыбой»                                  | Джулиус Ву      | Стив Каллагэн                    | 19 февраля 2012  | 9ACX11      | 5.39              |
| Когда Питер и парни пытаются спасти затонувший Mercedes-Benz, Питер без энтузиазма обещает помочь дельфину в обмен на его помощь. Вскоре дельфин появляется в Куахоге и злоупотребляет гостеприимством Питера. Чтобы вернуть дельфина в океан, Питер пытается воссоединить его с бывшей женой, затрагивая «Рыбьего Иисуса».                                                                                                |            |                                                                                          |                 |                                  |                  |             |                   |
| 180 | 15         | «Burning Down the Bayit» «Поджог еврея»                                                  | Джерри Лэнгфорд | Крис Шеридан                     | 4 марта 2012     | 9ACX13      | 5.33              |
| Разбитый финансовыми проблемами, Морт просит Питера и Куагмаира помочь ему спасти свой магазин. Те решают сжечь магазинчик для получения страховки, но в дело вмешивается Джо, долг которого найти виновного в случившемся. |            |                                                                                          |                 |                                  |                  |             |                   |
| 181 | 16         | «Killer Queen» «Queen-убийца»                                                            | Джозеф Ли       | Спенсер Портер                   | 11 марта 2012    | 9ACX12      | 5.74              |
| Когда Питер и Крис отправляются в лагерь для детей с избыточным весом, они сталкиваются с серийным убийцей, цель которого — жирные дети. Тем временем Стьюи травмирован пугающей обложкой альбома группы Queen, чем пользуется Брайан. |            |                                                                                          |                 |                                  |                  |             |                   |
| 182 | 17         | «Forget-Me-Not» «Незабудка»                                                              | Брайан Айлс     | Дэвид Гудман                     | 18 марта 2012    | 9ACX14      | 5.61              |
| Стьюи с Брайаном спорят по поводу истинной дружбы между человеком и собакой. С виду невинная ночь парней принимает неожиданный поворот: Питер, Джо, Брайан и Куагмаер очнулись в больнице и обнаружили, что их воспоминания были стёрты, а Куахог всеми покинут. |            |                                                                                          |                 |                                  |                  |             |                   |
| 183 | 18         | «You Can’t Do That On Television, Peter» «Вы не можете делать это на телевидении, Питер» | Боб Боуэн       | Джулиус Шарп                     | 1 апреля 2012    | 9ACX15      | 5.05              |
| После того, как закрыто любимое детское телешоу Питера, он берёт дело в свои руки, создавая и играя главную роль в своём собственном шоу для детей. Тем временем Мег начинает стажировку в больнице с доктором Хартманом. Знания Мег очень помогут Питеру, который чуть не погибнет от своей же глупости. |            |                                                                                          |                 |                                  |                  |             |                   |
| 184 | 19         | «Mr. and Mrs. Stewie» «Мистер и миссис Стьюи»                                            | Джо Во          | Гэри Джанетти                    | 29 апреля 2012   | 9ACX17      | 5.63              |
| Стьюи знакомится с новой девочкой, которая имеет такие же намерения по захвату мира. Вместе они устраивают катастрофы, но дело осложняется, когда целью убийства для новой подружки Стьюи становится Брайан. Тем временем Питер и Куагмаер принимают решение спать в одной кровати. |            |                                                                                          |                 |                                  |                  |             |                   |
| 185 | 20         | «Leggo My Meg-O» «Мег-априключение в Париже»                                             | Джон Холмквист  | Брайан Скалли                    | 6 мая 2012       | 9ACX16      | 5.64              |
| Мег вместе с подругой отправляется учиться в Париж на целый семестр, где её похищают. Брайан и Стьюи отправляются на поиски. |            |                                                                                          |                 |                                  |                  |             |                   |
| 186 | 21         | «Tea Peter» «Чайный Питер»                                                               | Пит Михелс      | Патрик Мейган                    | 13 мая 2012      | 9ACX18      | 4.94              |
| Питер вступает в «чайное общество», возглавляемое отцом Лоис, которое намерено убрать существующую власть в городе. Действия сообщества приводят город к анархии и разрушению. |            |                                                                                          |                 |                                  |                  |             |                   |
| 187 | 22         | «Family Guy Viewer Mail #2» «По заявкам зрителей, выпуск № 2»                            | Грег Колтон     | Том ДеваниАлек СалкинДипак Сетхи | 20 мая 2012      | 9ACX19      | 5.35              |
| Серия состоит из трёх сегментов. В первом — Гриффины изображены в английском варианте (с характерными шутками); во втором — Питер получает дар превращать всех, к кому прикоснётся, в Робина Уильямса. В третьей истории изображён день глазами Стьюи. |            |                                                                                          |                 |                                  |                  |             |                   |
| 188 | 23         | «Internal Affairs» «Внутренние дела»                                                     | Джулиус Ву      | Уэлсли Уайлд                     | 20 мая 2012      | 9ACX20      | 5.35              |
| Джо обнаруживает крупную партию наркотиков в Куахоге. На вечеринке в его честь он знакомится с молодой девушкой-полицейским, которая от него без ума. С подачи Питера и Куагмаера Джо изменяет Бонни. |            |                                                                                          |                 |                                  |                  |             |                   |